# Laïs
Laïs (po celtycku głos) – belgijski zespół muzyczny, łączący w swojej muzyce współczesny folk i inne gatunki muzyczne.
Grupę tworzą trzy kobiety z miejscowości Kalmthout:
- Jorunn Bauweraerts
- Annelies Brosens
- Nathalie Delcroix

Akompaniują im:
- Fritz Sundermann (instrumenty elektryczne i akustyczne, harmonia)
- Hans Quaghebeur
- Ronny Reuman (perkusja)
- Bart Denolf (bas)

Z repertuaru zespołu pochodzi utwór 't Smidje, który zyskał popularność w środowiskach harcerskich, oazowych, pielgrzymkowych i KSM-owych oraz RAM jako Taniec belgijski lub Belgijka.

## Dyskografia

### Longplaye
- Laïs, ALEA, 1998
- Dorothea, Virgin Music Belgium, 2000
- Dorothea ltd. ed., Virgin Music Belgium, 2001
- A la capella, Virgin Music Belgium, 2003
- Douce victime, Virgin Music Belgium, 2004
- Documenta (Compilation), EMI, 2006
- The Ladies' Second Song, 2007

### Single
- 't Smidje, ALEA, 1998
- De Ballade van Boon, EMI Belgium, 1999
- Le grand vent, Virgin Music Belgium, 2001
- Le renard et la belette, Virgin Music Belgium, 2002